# Рибалочка зелений
Рибалочка зелений (Chloroceryle americana) — вид сиворакшоподібних птахів родини рибалочкових (Alcedinidae). Мешкає в США, Мексиці, Центральній і Південній Америці.

## Опис

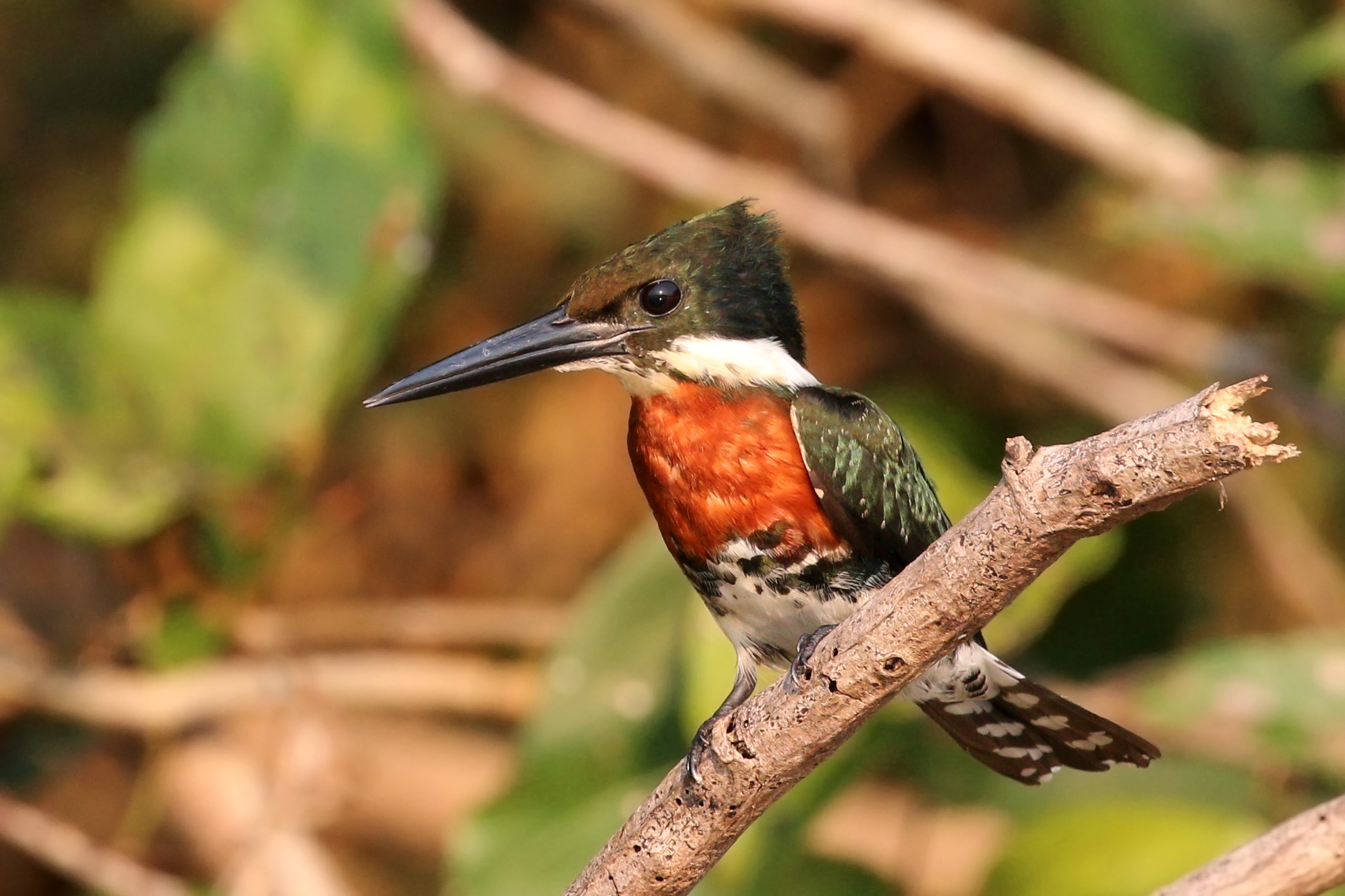
Самець зеленого рибалочки

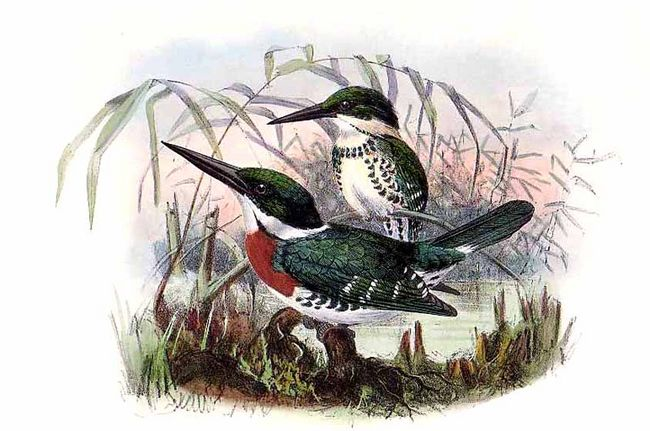
Зелені рибалочки

Довжина птаха становить 19-20 см, самці важать 29-40 г, самиці 33-55 г. Верхня частина тіла біла, на шиї білий "комір", на крилах і хвості білі плями. У самиці нижня частина тіла біла, на грудях широка каштанова смуга, на боках зелені плями. У самиць нижня частина тіла охристо-біла, на грудях дві білі смуги, нижня з яких з'єднується з зеленими плямами на боках живота.

## Підвиди
Виділяють п'ять підвидів:
- C. a. hachisukai (Laubmann, 1941) — від південної Аризони до заходу центрального Техасу і північного заходу Мексики;
- C. a. septentrionalis (Sharpe, 1892) — від південного і центрального Техасу до південної Колумбії і західної Венесуели;
- C. a. americana (Gmelin, JF, 1788) — Південна Америка на схід від Анд, від Венесуели до північно-східної Болівії, центральної Бразилії і острова Тринідад;
- C. a. mathewsii Laubmann, 1927 — від південної Бразилії і південної Болівії до північної Аргентини;
- C. a. cabanisii (Tschudi, 1846) — захід Колумбії, Еквадору, Перу і північного Чилі.

## Поширення і екологія
Зелені рибалочки мешкають в Сполучених Штатах Америці, Мексиці, Гватемалі, Белізі, Сальвадорі, Гондурасі, Нікарагуа, Коста-Риці, Панамі, Колумбії, Еквадорі, Перу, Чилі, Болівії, Венесуелі, Гаяні, Суринамі, Французькій Гвіані, Бразилії, Аргентині, Парагваї, Уругваї та на Тринідаді і Тобаго. Вони живуть в заростях на берегах струмків, річок і озер, на болотах, в мангрових заростях, лагунах і естуаріях. Зустрічаються на висоті до 2800 м над рівнем моря. Живляться рибою, комахами та їх личинками, а також ракоподібними. Вони сидять на гілці низько над водою, після чого пірнають у воду за здобиччю. Гніздяться в горизонтальних норах довжиною до 1 м і шириною 5-6 см, яких риють на берегах річок. В кладці від 3 до 6 білих яйця, насиджують і самиці, і самці. Пташенята покидають гніздо через 27 днів після вилуплення.

## Збереження
МСОП класифікує цей вид як такий, що не потребує особливих заходів зі збереження. За оцінками дослідників, популяція зелених рибалочок становить приблизно 20 мільйонів птахів.